# Hélène Darroze
Pour les articles homonymes, voir Darroze.
Hélène Darroze, née le 23 février 1967 à Mont-de-Marsan (Landes), est une chef cuisinière française cumulant six étoiles au guide Michelin ; deux étoiles à Paris (Marsan), trois à Londres (Hélène Darroze at The Connaught), une à Villa La Coste, dans l'arrière-pays d'Aix-en-Provence. Madame Darroze est en outre une chef de file majeure de la gastronomie contemporaine française. Elle est nommée « meilleure femme chef du monde » en 2015 dans le classement annuel 50 Best et, depuis 2015, fait partie du jury de l'émission Top Chef sur M6. Sa cuisine est reconnue pour être marquée par une recherche exigeante d'émotion, et son style est décrit comme un contraste généreux entre élégance et gourmandise.

## Biographie

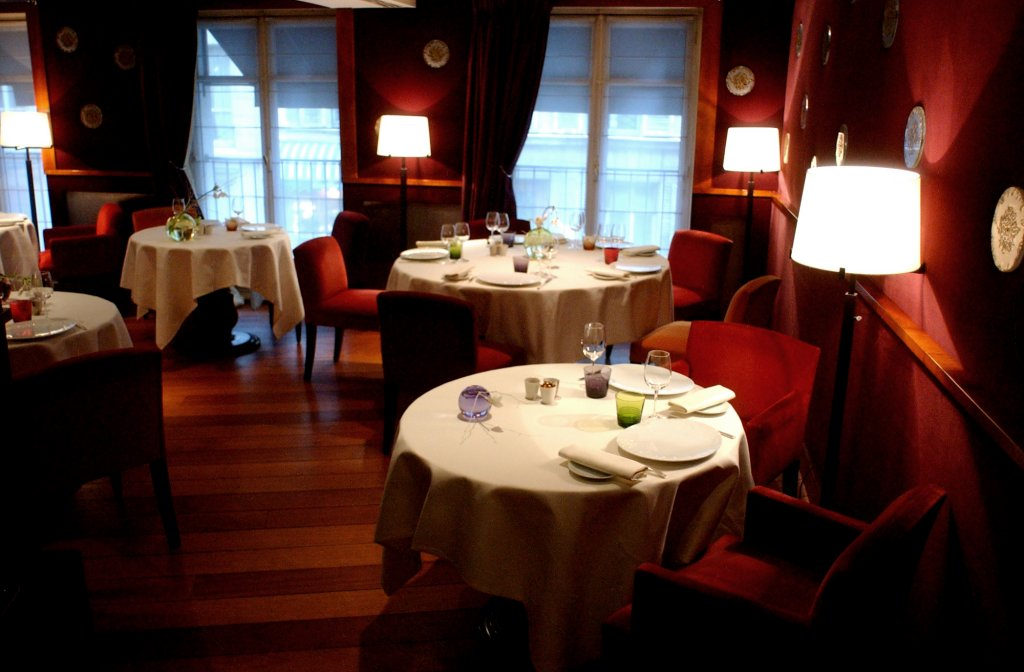
Salle à manger du restaurant « Hélène Darroze ». (pas actuel)

Hélène Darroze naît le 23 février 1967 à Mont-de-Marsan (Landes) et représente la quatrième génération d'une lignée de restaurateurs. Son arrière-grand-père ouvre en 1895 l'auberge « Le Relais » à Villeneuve-de-Marsan (20 km à l'est de Mont-de-Marsan) dans les Landes. L'établissement est repris par ses grands-parents Jean et Charlotte Darroze, puis par son père Francis Darroze et son oncle Claude,. Alain Darroze, passé par les cuisines de l'Élysée, est son cousin.
Hélène Darroze est marquée, dans son enfance, par les marchés des Landes où son père achetait des produits des terroirs de ce département, ingrédients de la gastronomie des Landes : cèpes, œufs, foie gras, volailles des Landes, bœuf de Chalosse, saumons de l'Adour, agneaux de lait des Pyrénées, etc.
Elle a adopté deux filles d'origine vietnamienne,Charlotte et Quiterie. Elle est la marraine de Joy Smet, fille de Johnny Hallyday et de Laeticia Hallyday. Avec cette dernière, elle fonde en 2012 l'association La Bonne étoile, qui prend en charge des mineurs vietnamiens laissés pour compte,. Elle a quitté l’association depuis.
Le 20 mai 2025, la veille de la publication du livre-enquête Violences en cuisine, une omerta à la française, de la journaliste Nora Bouazzouni, elle fait partie du collectif de chefs qui lance l'opération « Cuisines ouvertes » et signe un manifeste censé présenter au public les « mesures concrètes qui favorisent la qualité de vie au travail ».

### Le Louis XV d'Alain Ducasse à Monaco
Après une classe préparatoire aux grandes écoles de commerce, elle étudie à Sup de Co Bordeaux, dont elle est diplômée en 1990, désireuse de faire de la gestion d'hôtellerie. Elle passe trois ans au restaurant gastronomique « Le Louis XV » de l'Hôtel de Paris, du grand chef cuisinier landais Alain Ducasse à Monte-Carlo, comme commis de cuisine durant quatre mois puis responsable administrative. Ducasse, qui vient d'obtenir sa prestigieuse 3e étoile, l'encourage à faire de la grande cuisine : « Il y a une place à prendre dans ce monde de la cuisine par une femme et vous êtes capable de la prendre ».

### Reprise de l'auberge familiale «Chez Darroze» des Landes
En 1993, son frère qui est destiné à reprendre le restaurant familial devient finalement œnologue et négociant en Armagnac et lui laisse sa place pour reprendre l'auberge familiale « chez Darroze » à Villeneuve-de-Marsan au côté de son père.
En 1995, elle reprend l'auberge familiale et est élue en décembre « Jeune Chef de l'Année » par le Guide Champérard et « Grand de demain » en 1996 par Gault-Millau.
En 1996, elle est chargée par Relais & Châteaux de la restauration pour la rencontre de Jacques Chirac et Helmut Kohl à Périgueux. Le président de la République Jacques Chirac lui adresse ses félicitations et reprend deux fois de son pigeonneau farci.

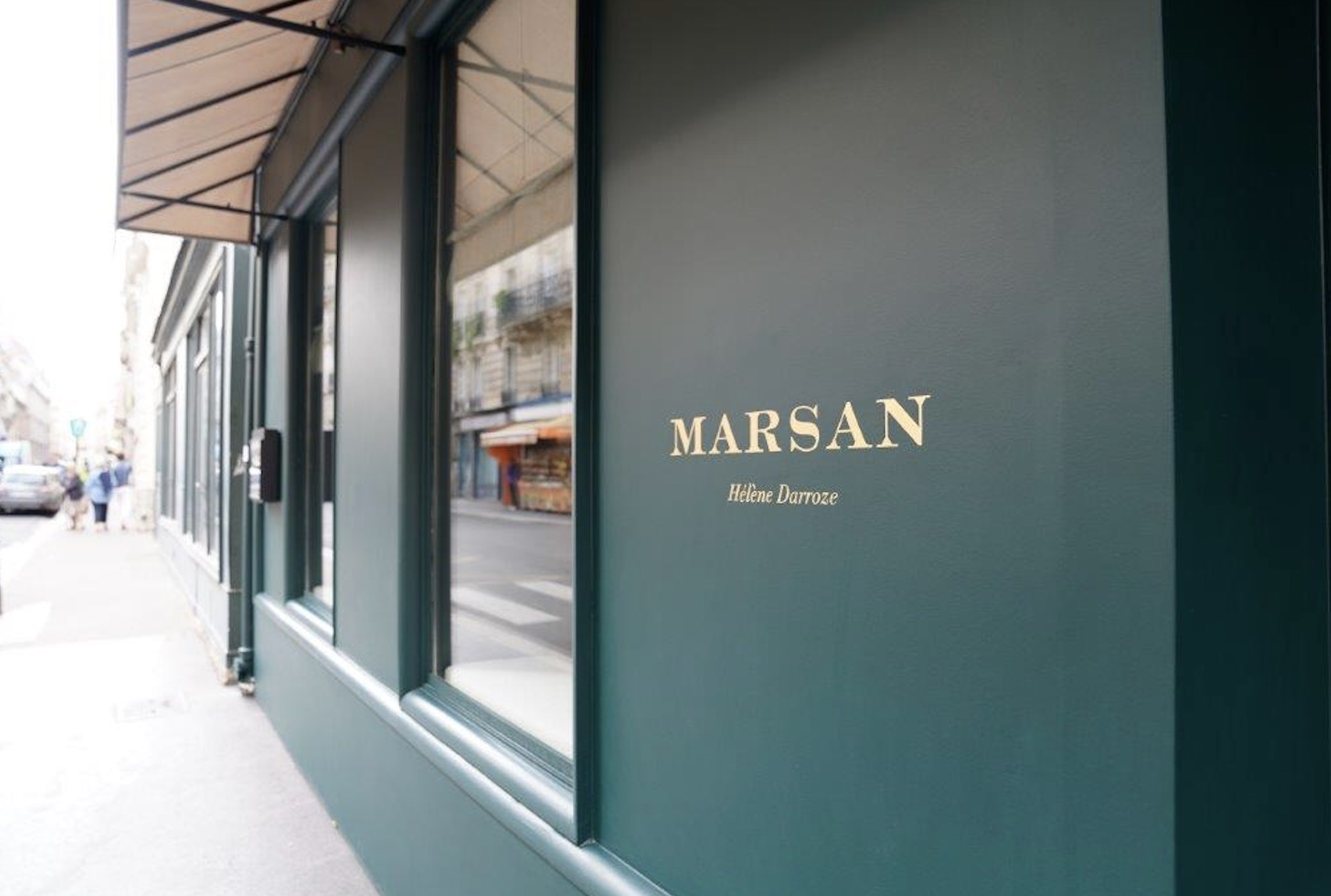
Devanture du restaurant "Marsan"

### Hélène Darroze à Saint-Germain-des-Prés à Paris
En 1999, ses parents vendent le relais gourmand familial, Hélène Darroze fonde alors son propre restaurant gastronomique traditionnel landais « Hélène Darroze » 4 rue d'Assas sur la rive gauche à Saint-Germain-des-Prés dans le 6e arrondissement de Paris. Le restaurant est décoré par son cousin le décorateur designer Henry Becq, avec plusieurs concepts : 
- « le Salon d’Hélène » : restaurant proposant notamment des tapas dans une ambiance décontractée (au rez-de-chaussée) ;
- « la Salle à manger » : restaurant gastronomique étoilé avec cuisine du Sud-Ouest composée d'un doux mélange entre tradition et modernité.

Le restaurant a été rénové en septembre 2016 et redécoré par Guy Oliver.
En 2001, moins d'un an après l'ouverture, elle obtient sa première étoile au guide Michelin, puis la seconde en 2003 (seule femme en activité avec Anne-Sophie Pic à détenir ces trophées)[Information douteuse]. Les deux femmes chefs complices fondent le club « Les nouvelles mères cuisinières » pour trouver, former et promouvoir de nouvelles Mère Brazier, Mère Blanc ou Mère Poulard. Ce club-là n'existe plus. Elle perd sa deuxième étoile en 2010 mais la récupère en 2021.

Après travaux, le restaurant est renommé « Marsan » en 2019. Hélène Darroze le nomme Marsan de façon à honorer ses racines basco-landaise. Le restaurant est composé de trois espaces :  
- « La Table de Partage » : des convives assis autour d'une grande table en bois
- « la Table du Chef » : une table ronde située près des cuisines dans lesquelles on peut observer les cuisiniers au travail
- « la Salle du Restaurant » : la salle du restaurant principale

Marsan reçoit 2 étoiles du guide Michelin en janvier 2021.

### Bistrot Toustem
En 2007, elle a ouvert le bistrot « Toustem » (« tostemps » qui veut dire « toujours » en occitan gascon), 12 rue de l'Hôtel Colbert dans le quartier latin du 5e arrondissement de Paris face de la Cathédrale Notre-Dame. Décor de poutres apparentes, tradition et design, orange et vert (ses couleurs fétiches), décoré par son amie Matali Crasset,. Le Toustem a fermé ses portes en août 2008.

### Hélène Darroze à Londres
Le 14 juillet 2008, elle se voit confier les commandes du restaurant de l'hôtel The Connaught, institution du quartier de Mayfair depuis plus de 110 ans, entièrement redécoré par India Mahdavi.
Le Connaught comprend deux restaurants : un bistro chic nommé « l'Espelette » et le restaurant gastronomique portant le nom de la cuisinière, en 2009.
Elle supervise également tous les secteurs de la restauration de l'hôtel, y compris le room service, les manifestations privées et le légendaire Connaught Grill. Elle est responsable du restaurant gastronomique depuis cette date. Ceci n'est plus le cas à l'heure actuelle[Quand ?], Hélène Darroze est uniquement responsable du restaurant gastronomique.
Elle y décroche une étoile au guide Michelin, une seconde en 2011 et la troisième en 2021.

### Hélène Darroze à Villa La Coste
Le 2 Juillet 2021 Hélène Darroze ouvre un restaurant dans Villa La Coste.
L'hotel Villa la Coste se situe au Puy-Sainte-Réparade. Ce restaurant a reçu une étoile Michelin le 22 mars 2022.

### Bistrot Jòia
En septembre 2018, Hélène Darroze ouvre un nouveau restaurant dans le 2e arrondissement de Paris « Jòia » où elle propose une cuisine bistronomique.

### Meilleure femme chef du monde
Le 23 avril 2015, elle est nommée « meilleure femme chef du monde » dans le classement annuel du World's 50 Best,.

## Cuisine d'Hélène Darroze

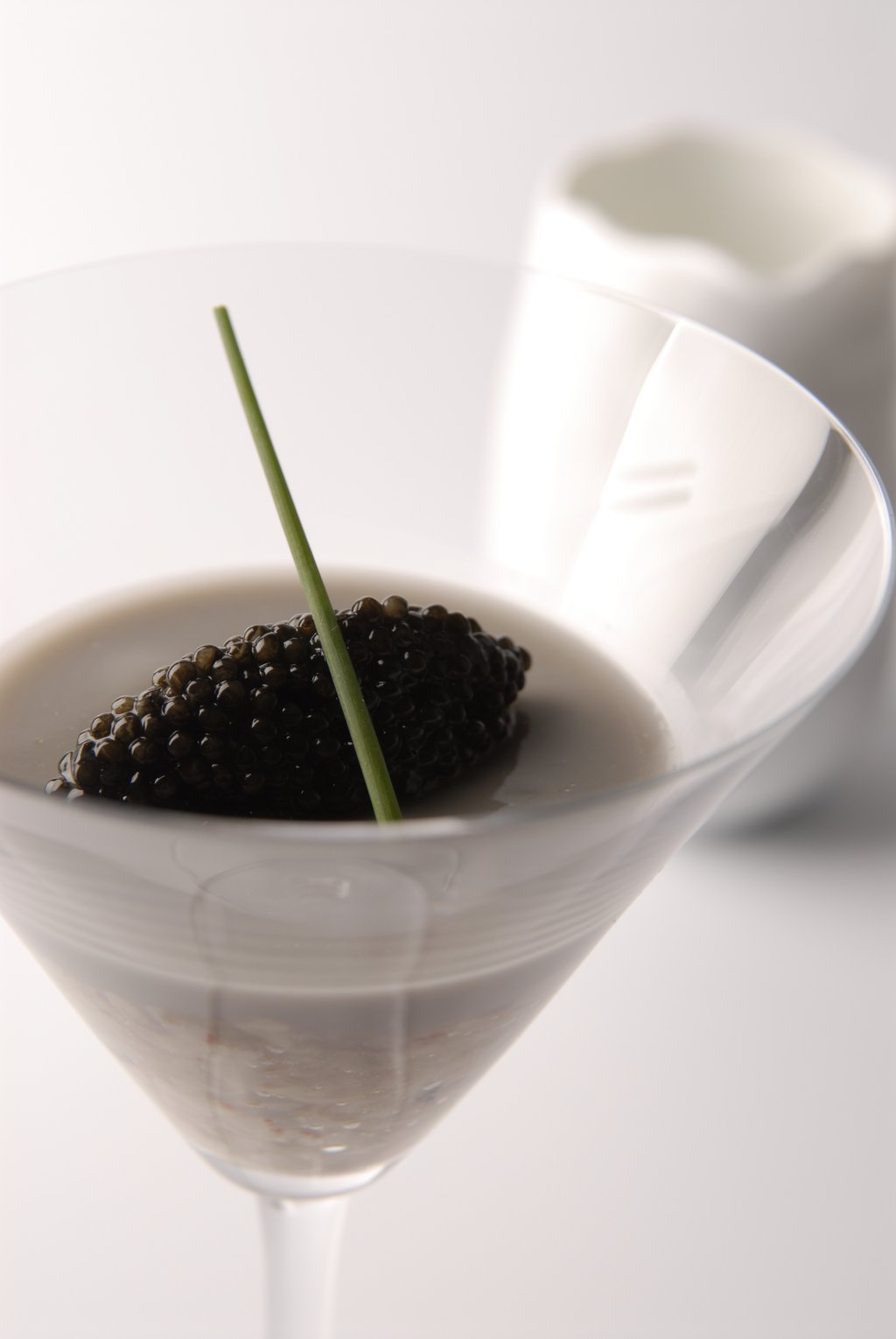
Tartare huître caviar d'Hélène Darroze.

Hélène Darroze ne considère pas sa cuisine comme une cuisine du Sud-Ouest, mais comme une « cuisine d'auteur vraiment personnelle » travaillant des produits du Sud-Ouest.
Parmi ses produits de prédilection, on trouve la volaille des Landes et le bœuf de Galice, la tomate, les œufs et la pomme de terre.
Cependant, Hélène Darroze a décidé de remplacer  à Londres le poulet des Landes par un poulet issu d'une filière locale afin de limiter l'empreinte écologique.

## Établissements

### Anciens
- 1999 - 2018 : « Hélène Darroze » - Restaurant gastronomique (1 étoile de 2001 à 2003, 2 étoiles de 2003 à 2010, puis à nouveau 1 étoile à partir de 2010) - 4 rue d'Assas à Paris - remplacé par le "Marsan"
- 2016 : restaurant éphémère "Hélène Darroze au María Cristina", où elle dirige les cuisines au sein du palace de San Sebastián (Espagne), de juin à octobre 2016. L'opération se renouvellera en 2017.
- 2023 : "JOÌA Bun", Street food aux saveurs du Sud-Ouest. 16 rue de la Michodière dans le 2ème arrondissement de Paris. Il est fermé 7 mois après son ouverture.

### Actuels
- 2008 : « Hélène Darroze at The Connaught » () Carlos Place, Mayfair, London. W1K 2AL United Kingdom, 3 étoiles au guide Michelin
- 2018 : « JÒIA », ouvert le 4 septembre 2018 au 39 rue des Jeûneurs dans le 2e arrondissement de Paris[27].
- 2019 : « Marsan », 2 étoiles au Guide Michelin, ouvert le 27 mai 2019, en lieu et place du « Hélène Darroze », 4 rue d'Assas à Paris[18].
- 2021 : "Hélène Darroze à Villa La Coste" en Provence (Le Puy-Sainte-Réparade) France, 1 étoile au Guide Michelin en 2022.

## Distinctions
- Chevalière de l'ordre national du Mérite (décret du 30 janvier 2008)[28]
- Chevalière de la Légion d'honneur (décret du 30 décembre 2011)[29]
- Officière de l'ordre national du Mérite (décret du 31 décembre 2020)[30]

## Télévision
Hélène Darroze fait partie du jury de l'émission Top Chef sur M6 :
- 2015 : saison 6 ;
- 2016 : saison 7 ;
- 2017 : saison 8 ;
- 2018 : saison 9 ;
- 2019 : saison 10 ;
- 2020 : saison 11 ;
- 2021 : saison 12 ;
- 2022 : saison 13 ;
- 2023 : saison 14.

## Publications
- Nathalie Le Foll (préf. Hélène Darroze), Volailles : 50 recettes, Filipacchi Éditions, coll. « Elle à Table », 2001, 128 p. (ISBN 2850187453)
- Hélène Darroze (préf. Anna Gavalda, Alain Ducasse), Personne ne me volera ce que j'ai dansé, Le Cherche-Midi, coll. « Gastronomie », 2005, 372 p. (ISBN 2749104491)
- Bryan Miller et Hélène Darroze, La Cuisine pour les Nuls, First, coll. « Pour les Nuls », 2010, 552 p. (ISBN 2754019898)
- Hélène Darroze, Les recettes de mes grands-mères, Le Cherche-Midi, coll. « Gastronomie », 2014, 232 p. (ISBN 2749141435)
- Hélène Darroze, Mes recettes en fête, Le Cherche-Midi, coll. « Gastronomie », 2015, 224 p. (ISBN 2749148405)
- Hélène Darroze, Carte blanche à Hélène Darroze : Invitez les grands chefs dans votre cuisine, J'ai Lu, coll. « Semi-poche », 2015 (ISBN 229011376X)
- Hélène Darroze, Jòia by Hélène Darroze : sicestpaslebonheurcayressemble, Le Cherche-Midi, 2019, 200 p. (ISBN 2749162297)
- Hélène Darroze, Chez moi : Automne-Hiver, Le Cherche-Midi, 2020, 128 p. (ISBN 2749167221)